# ネルズ
ネルズ (Nell's、Nells) は、ニューヨークのマンハッタン中心部、西14丁目246番地にあったナイトクラブ。1986年に開店し、2004年5月30日に閉店した。その後、同年のうちに、かつてネルズでプロモーターとして働き、後に店を買い取ったノエル・アッシュマン (Noel Ashman)  の頭文字から命名された、「NA」という別のナイトクラブがネルズの跡地に開店した。女優で歌手のネル・キャンベル (Nell Campbell) は、店名の由来であり、長くこの店の所有者であった。2004年はじめ、俳優のマーク・ウォールバーグはネルズの買収を計画していた。画家のトマス・モラー (Thomas Moller) は、ネルズの最初の支配人だった。店の跡地には、後にまた別のナイトクラブ「The Plumm」が、俳優クリス・ノースと、そのビジネス・パートナーとなったノエル・アッシュマン開店した。
1980年代後半、人気の絶頂にあった頃のネルズは、有名人であっても入場を断られることがあることで知られていた。1990年代には、ネルズはジャズやレゲエの演奏を楽しむ場所へと変化していた。
ネルズが知られるようになってきたのは、1970年代から1980年代はじめに人気があった「Studio 54」など洞窟のようなディスコに、クラブ愛好者たちが飽き始めた頃であった。ネルズは、19世紀風の少々安っぽいイギリスの男性専用クラブのように装飾されており、高額所得者である顧客たちに、生演奏の音楽を聴きながら、食事をし、座り、社交する機会を提供した。「M.K.」のように、これに続いたサパー・クラブ (supper club) も現れた。閉店までの最後の10年間になると、ネルズの顧客も人種の多様化が進んだ。ラッパーたちの登場は、ネルズを再び盛り上げた。ノトーリアス・B.I.G.は、「Big Poppa」のビデオをネルズで撮影した。2パックは、後に性的暴行で有罪判決を受けた事件の被害者女性と、1994年にネルズで出会っている。
ブレット・イーストン・エリスは、小説『アメリカン・サイコ』の中で、主人公パトリック・ベイトマン (Patrick Bateman) がしばしば訪れる場所としてネルズを描いている。